# Kentarō Kawatsu
Kentarō Kawatsu (河津 憲太郎, Kawatsu Kentarō), né le 26 septembre 1914 à Hiroshima et mort le 24 mars 1970, est un nageur japonais.

## Biographie
Alors qu'il étudie à l'université Meiji, il bat le record du Japon du 50 m dos en 1930. Il dispute les Jeux olympiques de 1932 à Los Angeles ; la finale du 100 m dos est dominée par les Japonais qui monopolisent le podium ; Kentarō Kawatsu est lui médaillé de bronze. Il dispute aussi les Jeux de l'Extrême-Orient de 1934 à Manille.
Il meurt à l'âge de 55 ans par auto-immolation. 